# إثيل كاثروود
إثيل كاثروود هي واثبة عالي كندية، ولدت في 28 أبريل 1908 في داكوتا الشمالية في الولايات المتحدة، وتوفيت في 26 سبتمبر 1987 في غراس فالي في الولايات المتحدة.

## وصلات خارجية
- إثيل كاثروود على موقع الاتحاد الدولي لألعاب القوى (الإنجليزية)
- إثيل كاثروود على موقع اللجنة الأولمبية الدولية (الإنجليزية)
- إثيل كاثروود على موقع أوليمبيديا (الإنجليزية)
- إثيل كاثروود على موقع قاعة كندا للمشاهير الرياضية (الإنجليزية)